# Maria Carmela Colaneri
Maria Carmela Colaneri (Roma, 10 febbraio 1963) è una medaglista italiana.

## Biografia
Ha frequentato la  "Scuola dell'Arte della Medaglia - Giuseppe Romagnoli" e dal 1984 è incisore della Zecca di Stato. Partecipando a numerosi concorsi nazionali ed internazionali, nel 1983 vince il primo premio Biennale d'arte e turismo a Firenze ed il premio di Sant'Eligio a Roma. Ha vinto anche premi internazionali come migliore moneta dell'anno con le monete 500 lire "Flora e Fauna" e 1000 lire Canaletto. È autrice della moneta da 2 euro con il ritratto di Dante Alighieri eseguito da Raffaello.
- Ha disegnato le monete euro vaticane divisionali da 10 centesimi e da 2 euro durante la sede vacante del 2005
- Ha disegnato le monete euro vaticane con l'effigie di Benedetto XVI da 10 centesimi e da 2 euro dal 2006 al 2013
- Ha disegnato le monete euro vaticane con l'effigie di Papa Francesco da 1 euro e da 2 euro dal 2014

Monete commemorative da 500 lire:
- La moneta del 1997 per il 50º Anniversario della Polizia stradale (IT)

Monete commemorative da 2 euro:
- 2005: celebrazione del primo anniversario della firma della Costituzione europea (IT)
- 2006: XX Giochi olimpici invernali di Torino (IT)
- 2006: 500° dalla fondazione della Guardia Svizzera (SVC)
- 2007: 80º genetliaco di papa Benedetto XVI (SCV), su disegno di Daniela Longo
- 2008: 60º anniversario della Dichiarazione universale dei diritti umani (IT)
- 2009: Anno internazionale dell'astronomia (SCV)
- 2009: 200º anniversario della nascita di Louis Braille (IT)
- 2011: XXVI Giornata Mondiale della Gioventù MADRID 2011 (SCV)
- 2012: 100º anniversario della morte di Giovanni Pascoli (IT)
- 2013: 200º anniversario della nascita di Giuseppe Verdi (IT)

Monete commemorative argento:
- La moneta del 1985, valore 500 lire, "Anno europeo della musica" (IT)
- La moneta del 1987, valore 500 lire, "Anno della famiglia" (IT)
- La moneta del 1988, valore 500 lire, "40º Anniversario della costituzione" (IT)-
- La moneta del 1988, valore 500 lire, "Olimpiadi di Seul" (IT)
- La moneta del 1989, valore 500 lire, "Lotta contro il cancro" (IT)
- La moneta del 1990, valore 500 lire, "Cristoforo Colombo" (IT)
- La moneta del 1992, valore 500 lire, "Flora e fauna" (IT)
- La moneta del 1997, valore 5000 lire, "Giovanni Antonio Canal" (IT)
- La moneta del 2003, valore 5 euro, "Olimpiadi Atene 2004" (RSM)
- La moneta del 2003, valore 10 euro, "Olimpiadi Atene 2004" (RSM)
- La moneta del 2004, valore 10 euro, "Genova capitale europea della cultura" (IT)
- La moneta del 2004, valore 10 euro, "Giornata internazionale della pace  2004" (SCV)
- La moneta del 2005, valore 5 euro, "85º Anniversario dalla nascita di Federico Fellini" (IT)
- La moneta del 2006, valore 10 euro, "Gian Lorenzo Bernini-Colonnato San Pietro" (SCV)
- La moneta del 2007, valore 5 euro, "50º Anniversario dalla morte di Arturo Toscanini" (RSM)
- La moneta del 2007, valore 10 euro, "250º Anniversario dalla nascita di Antonio Canova" (IT)
- La moneta del 2008, valore 10 euro, "500º Anniversario dalla nascita di Andrea Palladio" (IT)
- La moneta del 2009, valore 5 euro, "300º Anniversario dalla scoperta di Ercolano" (IT)
- La moneta del 2010, valore 5 euro, "Italia delle arti: Basilica di Santa Chiara a Napoli" (IT)
- La moneta del 2010, valore 10 euro, "200º Anniversario dalla nascita di Robert Schumann" (RSM)
- La moneta del 2010, valore 10 euro, "500º Anniversario dalla scomparsa di Giorgione" (IT)
- La moneta del 2011, valore 10 euro, "500º Anniversario della nascita di Giorgio Vasari" (IT)
- La moneta del 2011, valore 5 euro, "Beatificazione di Giovanni Paolo II" (SCV)
- La moneta del 2012, valore 10 euro, "Celebrazione del 10º Anniversario dell'Euro" (RSM)
- La moneta del 2012, valore 5 euro, "500º anniversario dell'inaugurazione della Cappella Sistina" (IT)

Monete commemorative oro:
- La moneta del 2004, valore 20 euro, "750º Anniversario dalla nascita di Marco Polo" (RSM)
- La moneta del 2004, valore 50 euro, "750º Anniversario dalla nascita di Marco Polo" (RSM)
- La moneta del 2005, valore 20 euro, "Giornata internazionale della pace" (RSM)
- La moneta del 2005, valore 50 euro, "Giornata internazionale della pace" (RSM)
- La moneta del 2007, valore 2 scudi, "Relazione amicizia di San Marino-Giappone" (RSM)
- La moneta del 2007, valore 5 scudi, "Relazione amicizia di San Marino-Giappone" (RSM)
- La moneta del 2008, valore 20 euro, "500º Anniversario dalla nascita di Andrea Palladio" (IT)
- La moneta del 2008, valore 20 euro, "Capolavori della scultura nella Città del Vaticano « Il Torso del Belvedere »" (SCV)
- La moneta del 2008, valore 50 euro, "Capolavori della scultura nella Città del Vaticano « La pietà»" (SCV)
- La moneta del 2010, Valore 20 euro, "Capolavori della scultura nella Città del Vaticano « L'Apollo del Belvedere»" (SCV)
- La moneta del 2010, Valore 50 euro, "Capolavori della scultura nella Città del Vaticano « Augusto di Prima Porta »" (SCV)

| Controllo di autorità | VIAF (EN) 9689169084877390310000 · GND (DE) 1296990052 |